# Meioneta dactylis
Meioneta dactylis là một loài nhện trong họ Linyphiidae.
Loài này thuộc chi Meioneta. Meioneta dactylis được miêu tả năm 1995 bởi Tao, Li & Zhu.